# 1945 en football canadien
Chronologie
Saison précédente Saison suivante
1945 est la 62e saison depuis la fondation de la Canadian Rugby Football Union en 1884.

## Événements
Avec la fin de la guerre, la Interprovincial Rugby Football Union redevient active. Elle était en dormance depuis la fin de la saison 1941. Les Argonauts de Toronto, les Rough Riders d'Ottawa et les Tigers de Hamilton sont de retour, et la nouvelle équipe de Montréal s'appelle les Hornets. 
La Western Interprovincial Football Union ne joue pas de saison régulière, mais détermine un représentant pour la coupe Grey par un système d'éliminatoires. Elle accueille un nouveau club, les Stampeders de Calgary.
L'Ontario Rugby Football Union accueille un nouveau club, les Rockets de Windsor, tandis que les Flying Wildcats de Hamilton redeviennent les Wildcats et les Indians de Toronto Oakwood deviennent simplement les Indians de Toronto.
La Quebec Rugby Football Union disparaît définitivement.

## Classements
L'IRFU a repris ses activités tandis que la WIFU ne joue que des séries éliminatoires. 
| Clt   | Équipe                | PJ | V | D | N | BP  | BC  | Pts |
| ----- | --------------------- | -- | - | - | - | --- | --- | --- |
| +001, | Rough Riders d'Ottawa | 6  | 5 | 1 | 0 | 105 | 40  | 10  |
| +002, | Argonauts de Toronto  | 6  | 5 | 1 | 0 | 92  | 44  | 10  |
| +003, | Tigers de Hamilton    | 6  | 1 | 5 | 0 | 36  | 68  | 2   |
| +004, | Hornets de Montréal   | 6  | 1 | 5 | 0 | 32  | 113 | 2   |

### Ligues provinciales
| Clt   | Équipe                 | PJ | V | D | N | BP  | BC  | Pts |
| ----- | ---------------------- | -- | - | - | - | --- | --- | --- |
| +001, | Indians de Toronto     | 8  | 7 | 1 | 0 | 124 | 50  | 14  |
| +002, | Balmy Beach de Toronto | 8  | 6 | 2 | 0 | 112 | 66  | 12  |
| +003, | Wildcats de Hamilton   | 8  | 3 | 5 | 0 | 60  | 151 | 6   |
| +004, | Trojans d'Ottawa       | 7  | 3 | 4 | 0 | 56  | 78  | 6   |
| +005, | Rockets de Windsor     | 7  | 0 | 7 | 0 | 20  | 126 | 0   |

## Séries éliminatoires

### Demi-finale de la WIFU
- 27 octobre : Stampeders de Calgary 3 - Roughriders de Regina 1
- 3 novembre : Roughriders de Regina 0 - Stampeders de Calgary 12

Calgary gagne la série 15-1.

### Finale de la WIFU
- 10 novembre : Stampeders de Calgary 5 - Blue Bombers de Winnipeg 9

Winnipeg passe en finale de la coupe Grey.

### Demi-finales de l'Est
- 3 novembre : Rough Riders d'Ottawa 8 - Argonauts de Toronto 27
- 10 novembre : Argonauts de Toronto 6 - Rough Riders d'Ottawa 10

Toronto gagne la série 33 à 18.
- Balmy Beach de Toronto 2 - Indians de Toronto 1
- Balmy Beach de Toronto 15 - Indians de Toronto 0

Le Balmy Beach de Toronto gagne la série 17 à 1.

### Finale de l'Est
- 24 novembre : Balmy Beach de Toronto 2 - Argonauts de Toronto 14

Les Argonauts passent au match de la coupe Grey.

### 33ecoupe Grey
- 1er décembre : Les Argonauts de Toronto gagnent 35-0 contre les Blue Bombers de Winnipeg au Varsity Stadium à Toronto (Ontario).

## Honneurs individuels
- Trophée Jeff-Russel (courage, habileté, jeu propre et esprit sportif dans l'IRFU) : George Fraser (G), Rough Riders d'Ottawa